# Історія Миньківців (Дунаєвецький район)
Ми́ньківці —  село в Україні, Дунаєвецького району Хмельницької області. Розташовано на річці Ушиця за 43 км від залізничної станції Дунаївці на лінії Ярмолинці—Ларга та за 89 км від Хмельницького. Населення становить 1479 осіб (за переписом 2001 року).

## Давні часи
Перші знахідки, що засвідчують постійне заселення людьми Миньковеччини, вчені археологи відносять до доби міді та датуються IV-III тисячоліттям до нашої ери. Йдеться про старожитності Трипільської культури.

Основні археологічні пам'ятки часів Трипільської культури

## Трипільська культура
Трипільські поселення виявленні в таких місцях: село Велика Побійна, Великий Жванчик (ур. Біляни), Мала Кужелівка (ур. Липки), Сивороги (біля дороги на соснівку), Миньківці (ур. Бельмонт, лісорозсадник), Отроків, три поселення в селі Тимків та інші.
На Миньковеччині знаходять кам'яні сокири, крем'яні наконечники та інші предмети, що використовувалися людьми в добу бронзи. А 1965 року тут було знайдено мідну сокиру раннього періоду бронзової доби.

## Скіфська культура
У серпні 1990 року В.А. Захар'євим, спільно з київським дослідником Ю.М. Малєєвим, було досліджено курган скіфського часу поблизу села Миньківці.
Тут, в урочищі «Лісництво», на правому березі безіменного струмка було досліджено курган висотою близько 1 м, діаметром — близько 22 м. В центрі кургану науковцями було простежено могильну яму розміром 250х170 см, яка була заглиблена на 40-45 см від тогочасної поверхні. Та на жаль поховання було потривожене грабіжниками.
Курган біля села Миньківці вчені датують II половиною VII — серединою VI ст. до нашої ери. Цій даті відповідають і керамічні вироби з поселення скіфського часу, яке розташоване поруч.

## Черняхівська культура
У Миньківцях виявленно також поселення й окремі знахідки Черняхівської культури (II-V ст. н.е.). На території села і його околицях знайдено монети із зображенням Доміціана (76-96 років), Коммода (180-192 років) та інших римських імператорів, що свідчить про різноманітні контакти мешканців краю з провінціями Римської імперії в I половині I тисячоліття н.е..
За часів пізнього Середньовіччя Поділля знаходилось під владою Золотої Орди. Наприкінці 1250-х — на початку 1260-х років орда Бурундая знищила чимало поселень Пониззя.
1362 року, скориставшись занепадом Золотої Орди, литовський князь Ольгерд завдав татарам нищівної поразки коло Синіх Вод і відвоював у ординців Поділля. Цей край він надав синам свого брата Коріата — Юрію, Олександрові та Констянтину. Спираючись на підтримку місцевого населення, Коріатовичі почали «оборонять Подольску землю от татар, а баскакам дань платить перестали». Велика увага приділялась відбудові старих і будівництву нових замків і міст. Не виключено, що тоді ж було заново забудовано і Миніківці, як важливе місце обміну та торгівлі на схрещенні сухопутних і річкових шляхів.

## XIV–XV століття
У 1393 році великий литовський князь Вітовт вдерся на Поділля і розгромив останнього з Коріатовичів князя Федора. Східну частину Поділля Вітовт залишив собі, а захіжну віддав своєму двоюрідному братові, польському королеві Ягайлові (Владиславові II). 20 жовтня 1407 року в містечку Добростан Ягайло видав грамоту на володіння Миньківцями.
| | \| Грамота, в силу якої Владислав, король Польщі, а також земель… і т.ін., надає у вічне дарування за вірність та службу самому Якушу з Маньківців і його пасербу Клементу та їхнім спадкоємцям с.Маньківці на р.Ров та с.Миньківці на р.Ушиця у Подільській землі та Кам'янецькому повіті з усіма чиншами, полями, ловами, пасіками, озерами, рибними ставками, млинами, і з усім, що до цього відноситься і т.ін. з тим, щоб вони мали там постійно проживати та в усіх походах з одним копійником і трьома стрільцями нам служити, а також брати участь у місцевих походах з усіма людьми, оскільки необхідно обороняти землі; податі ж, загальні побори, відробітки і податки, що попереднім своїм князям, володарям і господарям Поділля вони мали звичай виплачувати, нехай виплачують…[6]. \| |
| Грамота, в силу якої Владислав, король Польщі, а також земель… і т.ін., надає у вічне дарування за вірність та службу самому Якушу з Маньківців і його пасербу Клементу та їхнім спадкоємцям с.Маньківці на р.Ров та с.Миньківці на р.Ушиця у Подільській землі та Кам'янецькому повіті з усіма чиншами, полями, ловами, пасіками, озерами, рибними ставками, млинами, і з усім, що до цього відноситься і т.ін. з тим, щоб вони мали там постійно проживати та в усіх походах з одним копійником і трьома стрільцями нам служити, а також брати участь у місцевих походах з усіма людьми, оскільки необхідно обороняти землі; податі ж, загальні побори, відробітки і податки, що попереднім своїм князям, володарям і господарям Поділля вони мали звичай виплачувати, нехай виплачують…. | |

Цю грамоту відносять до так званих «дідичних», коли земельні надання надавалися за правом «jus heriditarium». Дідичне право передбачало широкі можливості дарування, продажу, обміну, спадкування. Тримачі на дідичному праві були наділені широким судовим імунітетом по відношенню до селян. Дідичі-землевласники виплачували по 2 гроші з заселеного лану, брали участь у походах у межах держави, відновлювали замкові будівлі.
Як відомо, польський хроніст Ян Длугош згадує три загони подолян, які в 1410 році брали участь у Грюнвальдській битві. На наш погляд, не буде помилкою стверджувати (з огляду на наведений текст грамоти) про те, що в цій битві брали участь і миньківчани.

У 1434 році села Маньківці і Миньківці піддалися роздрібленню. Король подарував їхні половини «на феодальному праві» (jus feodale) до виплати п'ятдесяти гривень якомусь Боршові з Коціна, імовірно, полякові. Таким чином, частини подарованих «навічно» сіл через 27 років потрапили до рук нового тримача як тимчасове володіння — 
| | \| …до тих пір, поки нами (королем-Авт.) або нашими спадкоємцями йому, або його спадкоємцям вказані 50 гривень не будуть повністю виплачені… \| |
| …до тих пір, поки нами (королем-Авт.) або нашими спадкоємцями йому, або його спадкоємцям вказані 50 гривень не будуть повністю виплачені… | |

М. С. Грушевський відзначав особливість, пов'язану з терміновим характером королівських надань та грошовими забов'язаннями дарувальника, яку узагальнив терміном «запис суми». Особливість подібного надання полягала в тому, що земля передавалася в тимчасове володіння до моменту, коли дарувальник (найчастіше король) побажав би викупити її, сплативши певну суму грошей.

Загальний вигляд на Миньківці, 1910

Починаючи з XV ст. Поділля часто зазнавало спустошливих набігів кримських татарів. Тільки за 100 років (1450–1550) було не менше як 24 кривавих вторгнення. Під час розкопок у центрі Миньківців, на території школи, які проводив у 50—60-х роках XX ст. місцевий краєзнавець Григорій Гравінчук, було встановлено, що за свою історію Миньківці зазнали 8 руйнувань. Ревізори, які збирали податки в 1530 і 1542 роках у Зіньківському повіті Подільського воєводства, відзначили, що село Миньківці було «спустошеним».
Згодом село поступово відроджується. Населений пункт навіть був поділений на дві частини. Коли збиралися податки згідно з рішенням сейму 1565 року, державні чиновники двічі засвідчили Миньківці у своєму реєстрі. Спершу зазначалося, що це власність Барського староства, де плугів є 21/2, ремісників — 2, що було засвідчено в присутності шляхетного Миколая Незабітовського. У цьому ж місці реєстру поряд з Миньківцями згадуються інші села Барського староства, якими теж опікувався М. Незабітовський (Кружківці, Сивороги). В іншому місці реєстру знову зустрічаємо Миньківці, але вже як дідичну власність Міляновських (regalis dni Milkanowski). У цій частині села нараховувалося 3 плуги. Варто відзначити, що Міляновські були також власниками на дідичному праві села Лясковці, а на феодальному праві — Мілейова та частини Нагорян.
1569 року податківцями було зафіксовано 2 плуги у Миньківцях на частині Міляновського. 1578 року там було вже 4 плуги.

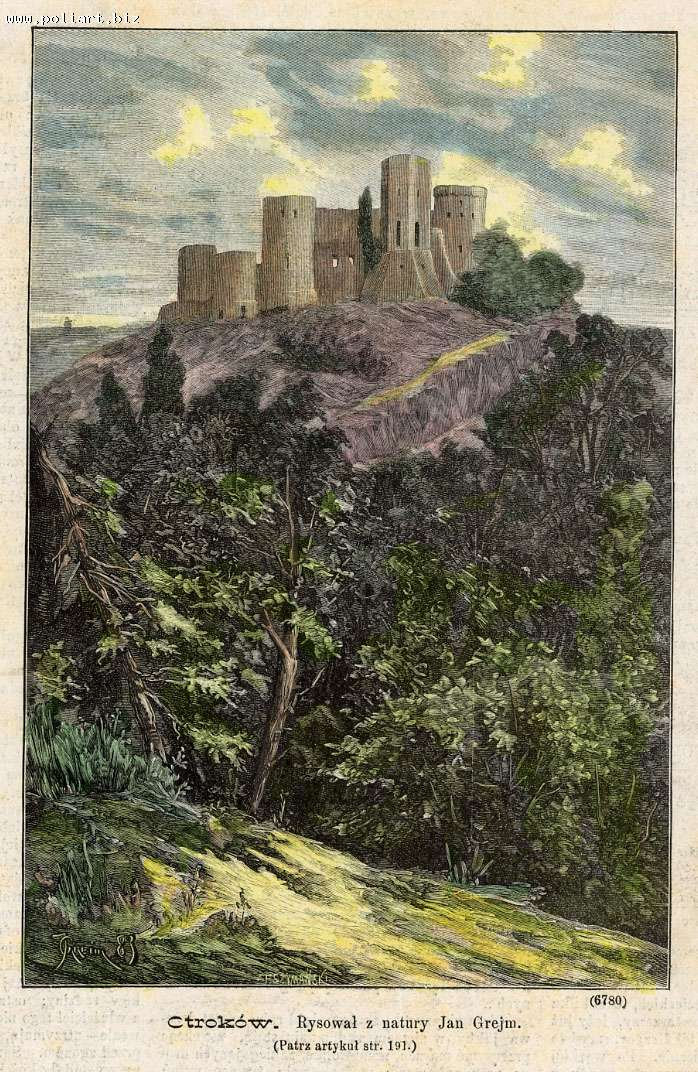
Замок в Отрокові. Літографія з журналу «Клоси» за 1877 р.

## Козаччина
У XVI — на початку XVII ст. чималими землями на Поділлі заволодівають нові власники з числа польської шляхти. Окремі з них отримують їх через поріднення з місцевим шляхетством, інші — добиваються передачі їм сіл, на які їхні колишні власники не мали відповідним чином оформлених документів. Напевно на початку XVII ст. Миньківці потрапили у власність до польських шляхтичів Станіславських гербу Пилява. Один із них — Адам Станіславський — виклопотав у короля Владислава IV у 1637 році привілей на піднесення Миньківців до статусу містечка з наданням йому магдебурзьського права. Допускають, що саме Станіславськими було споруджено невелику фортецю — замочок — на пагорбі всередині Миньковецької долини.
Подоляни брали активну участь в Українській національній революції (1648–1676 років). Коли влітку 1648 року на Поділля вирушив черкаський полковник Максим Кривоніс, він визволив і Миньківці. Відомо, що на берегах річки Ушиці гуртував опришків Остап Гоголь — предок письменника М. В. Гоголя. Восени 1648 р. разом з іншими містами і селами Поділля польсько-шляхетськими військами спустошено і Миньківці. Багато подільських повстанців відійшло на схід і влилося до Подільського полку. Влітку 1649 року Миньківці визволено козаками, але за умовами укладеного 18 серпня 1649 року Зборівського договору територія Подільського воєводства поверталася під владу Речі Посполитої. У 50-х роках XVII ст. через Миньківці у напрямку на Кам'янець-Подільський не раз проходили козацькі полки і загони опришків.

Миньковеччина на австрійській карті 1910 року.

Внаслідок частих військових дій наприкінці XVII — на початку XVIII ст. Миньківці було вщент спустошено. Лише 30—40-ми роками XVIII ст. датуються нові письмові свідчення про Миньківці. Тоді існував Миньківецький ключ, що належав магнатам Жевуським. До цієї адміністративно-господарської одиниці входили містечко і фільварок у Миньківцях, а також села Антонівка, Городище (Городиська) і Кружківці. У Миньковецькому ключі панщина тоді сягала 1-2 днів на тиждень (а були ще й «заорки», «зажинки» та ін. понаднормові роботи). У фільварках Жевуських вироблялася значна кількість збіжжя, яке через Гданський порт йшло на експорт. У Миньківцях існував цех ткачів, які сплачували пану чинш та давали в рік по «півсітка» полотна.
Збереглися дані про становище селян ряду ключів Подільського і Брацлавського воєводств, серед яких були Калюський та Миньковецький. У 1745–1748 роках в 30 поселеннях із 1501 господарства 41,4% не мали робочої худоби, майже половина тримали по 1-2 воли, 8,6% — по 3—4 воли і тільки у 28 господарствах мали по 5-6 волів. Низька забезпеченість селянських господарств тягловою силою вкрай обмежувала їх можливість у веденні землеробства. У Миньковецькому ключі із 168 господарств чиншовиками були 77. У структурі прибутків ключа серед прямих повинностей його мешканців перше місце займала відробіткова рента.

Територія Миньковецької римо-католицької парафії (цифра 6) на карті Ушицького повіту 1890 року

Небагато є згадок про духовне та релігійне життя того часу. У документі за 1741 рік згадується католицький костьол у Миньківцях. Тоді майстер Іван Копровський уклав з Михайлом Жевуським угоду щодо зовнішнього розпису костьолу. З тексту документу можна допустити, що спорудження храму влітку того ж року мало закінчитися.

Стверджують, що в другій половині XVII ст. Миньківці належать магнатам Тарло, а пізніше вони переходять у володіння «вельможного пана графа Старжинського». Проте, в цих словах, які беруть свій початок з краєзнавчих праць XIX ст., є чимало неточностей. Наприклад одною з таких є запис у книзі, яка зберігалася в церкві села Тимкові: 
| | \| Сия книга рекома Минея, куплена… до церкви в граді Тимкові 1742 року за панування вельможного пана Старжинського[23] \| |
| Сия книга рекома Минея, куплена… до церкви в граді Тимкові 1742 року за панування вельможного пана Старжинського | |

 Тобто, якийсь Старжинський був власником містечка, віддаленого за 8 км від Миньківців, коли власниками останніх були Жевуські.

## XVII століття
У 1772 році Войцех Сцибор-Мархоцький купив Ярмолинецький ключ. У 1782 році обміняв Ярмолинці на Миньківці. Таким чином, Миньківці отримали нового власника — Войцеха Сцибора-Мархоцького, племінник якого Ігнацій Єжи Сцибор-Мархоцький створив Миньковецьку Державу. Саме у цій самоназваній державі першими впровадились звільнення своїх селян від кріпосної залежності та дарування їм особистої свободи. У період головування Ігнація, село відродилось та першим у Східній Європі позбулось кріпосницького ладу.

### Передумови революції 1905-1907 років
У 1844 році була проведенна люстрація Подільською палатою державного майна. На той момент населення Миньківців було зараховано до державних селян і не відбувало панщини. Люстрація відзачала: 
| | \| Пану Подільському губернаторському люстратору. 13 конфіскованих у замовника Мархоцького маєтків прийнято до державного майна Новоушицького повіту містечка Миньківці. Палата державного майна, враховуючи, що м. Миньківці нині перебувають у цілковитому занепаді, хоча знаходиться на великій поштовій дорозі, недалеко від губернського міста, має щонедільні базари, було б корисно знайти можливість для поліпшення його становища, тому палата ухвалила зарахувати м. Миньківці до люстрації… \| |
| Пану Подільському губернаторському люстратору. 13 конфіскованих у замовника Мархоцького маєтків прийнято до державного майна Новоушицького повіту містечка Миньківці. Палата державного майна, враховуючи, що м. Миньківці нині перебувають у цілковитому занепаді, хоча знаходиться на великій поштовій дорозі, недалеко від губернського міста, має щонедільні базари, було б корисно знайти можливість для поліпшення його становища, тому палата ухвалила зарахувати м. Миньківці до люстрації… | |

 Цю люстрацію було закінчено 1847 року, а через 12 років у 1859 році проведено повторну люстрацію.

Миньківці. Малюнок Наполеона Орди, близько 1871 року

Миньковецькі хлібороби гостро відчували земельний голод. Ту невелику кількість землі, що мали селяни до реформ 1860-х років, вони викупляли у держави упродовж 37 років, з 1873 по 1910 рік. Конфлікти за землю були типовим явищем на той час. В один з таких конфліктів, коли селяни Іванковець 1882 року вимагали у поміщика Скибневського 60 десятин орної землі, вимушений був втрутитись подільський губернатор.

У Миньківцях були великі базари. У березні 1888 року власті розпорядилися перенести ярмарки з неділі на вівторок (відбувались через два тижні). Миньковеччина брала участь і у зовнішній торгівлі. Так, до Австро-Угорщини вивозили тютюн, яйця, сухофрукти.
З початком революції 1905—1907 років у Миньківцях розповсюджувалися листівки із закликом до боротьби з самодержавством. Протягом 1905 року на Поділлі відбулося 278 селянських виступів. Для їх придушення сюди додатково було направлено 7 піхотних, 3 кавалерійських полків, кавалерійську бригаду і 2 окремих артдивізіони, 154 урядників, 1668 стражників.

## Миньковеччина за радянських часів
2 березня 1917 року до Дунаєвець дійшла звістка про Лютневу революцію 1917 р. і майже відразу поширилася на весь Ушицький повіт. В кінці березня 1917 року влада в Миньківцях фактично перейшла до рук селянських депутатів. Неабияке значення мало всенародне голосування. Народ віддав перевагу революційним партіям. Місцева інтелегенція швидко увібрала в себе ідеї національно-визвольної боротьби. Із створенням Центральної Ради і по мірі поширення її впливу на Поділля у Миньківцях все частіше лунали заклики підтримати Українську революційну владу, взяти участь у виборах Українського Національного Конгресу.
Відновлення УНР в грудні 1918 року миньківчани сприйняли прихильно. Їм хотілось спокою, розміреного життя, нормально господарювати і заробляти на щоденний хліб. З липня по вересень 1920 року миньківчани вперше пізнали радянську політику в дії. Зібраний врожай довелося здавати державі через продрозкладку.
11 липня 1941 року в Дунаївці увійшли угорські війська, а згодом — німецькі окупанти. 12 липня 1941 року ворог, наступаючи автотрасою, зайняв Миньківці. Між німецькими і радянськими військами виникла перестрілка. Німецький наступ було зупинено на цілу добу, тому що основний міст через р. Ушицю був спалений, а інші проїзди були заміновані радянськими військами. 31 серпня 1941 року в Миньківцях шуцполіцаї провели арешти і погнали євреїв на Глибочанську гору, де і розстріляли. 28 березня 1944 р. Миньківці було звільнено. Радянські війська провели вдалу операцію з оточення та знищення угрупування німців під лісом Ковтуном. У боях було затоплено 8 танків ворога в річці Ушиця, 3 бронетранспортери, десятки машин з амуніцією.
Наприкінці 1950-х років Миньківці стали розвинутим населеним пунктом, який мав високі господарські і культурно-освітні характеристики. Проте Указом Президії Верховної Ради УРСР від 27 січня 1959 року Миньковецький район було ліквідовано з приєднанням його території до Дунаєвецького та Новоушицького районів.